# Trifolium acaule
Trifolium acaule är en ärtväxtart som beskrevs av Achille Richard. Trifolium acaule ingår i släktet klövrar, och familjen ärtväxter. Inga underarter finns listade i Catalogue of Life.